# Грб Мађарске
Грб Мађарске је званични хералдички симбол државе Мађарске. Грб представља комбинацију елемената који су познати још од средњег века, а и раније су комбиновани са додатним елементима грбова других територија на ранијим угарским и аустроугарским грбовима.
Грб је састављен од круне и штита.

## Леви део штита
Леви (хералдички десни) део штита је осам црвених и белих хоризонталних линија, што је симбол старе владарске куће Арпадоваца.

## Десни део штита
Десни (хералдички леви) део штита је патријаршијски крст, чији је корен у круни која се налази на три брда и веома је сличан грбу Републике Словачке. Патријаршијски крст одаје византијски утицај. Круна изнад штита је круна Светог Стефана, такође византијског типа.
- Словачки или Мађарски грб

Грб Словачке и десна (dexter) половина мађарског грба су у основи исти (Двоструки крст на Тровршју), различит им је избор боја и круна која се налази у основи крста код мађарског грба. То наводи на питање чији је то грб?
Грб је у почетку имао само Двоструки крст, док је Тровршје касније додато и око његовог значења нема спора. Оно представља: Татре, Фатре и Матру, тј. горје северних Карпата.
Спор настаје око двоструког крста.
- Мађарско тумачење га везује за св. Иштвана (првог краља Угарске) коме је Папа 1000. године послао краљевску круну и уз њу (како они тврде) и двоструки крст, који од тада постаје симбол покрштених Мађара.
- Словаци тврде да је стигао са Солунском Браћом из Византије и да је постао симбол Нитранског кнежевства (које је са Моравском образовало Великоморавску кнежевину). Мађарски краљеви су са заузимањем тих области преузели и знак двоструког крста као свој симбол.

Чињенице су следеће:
- Двоструки крст се у хералдици јавља готово искључиво у грбовима градова у Словачкој (па може се рећи чак и јужној и југозападној Словачкој тј. на простору Нитранске кнежевине). Некад се налазио у грбу Лорене (отуд и назив Лоренски крст) и града Меца у Француској, али данас више није у употреби. О појави двоструког крста међу Словенима у овој области пре доласка Мађара постоје јасни археолошки докази.
- Као симбол мађарских краљева јавља се први пут на новчићима који су ковани за св. Иштвана, а потом тек на штиту Беле III (ху : Béla III Arpad) 1173—1196, који је датиран у 1189. годину.
- У хералдици Мађарске готово и да га нема, а и тамо где се појављује увек иде као десна половина стандардног грба Мађарске.
- Двоструки крст се може видети на фрескама готово свих владара, који су били под византијским утицајем.

## Историјски развој грба
|  | 9. век Овај грб потиче из деветог века и први пут је запажен на владарским печатима Арпада зачетника династије Арпадовића.                                                |
|  | 1202. Емерикових девет лавова које се налазе у Златној були из 1202. и на печату Андраша II у Златној були из 1222.                                                       |
|  | 13. век Византијски двоструки крст се прво јавља на новчићима, а за време владавине Беле III (1172—1196) и на грбу.                                                       |
|  | 15. век Грб куће Анжујаца је био део мађарског грба, чији су чланови били владари Мађарске, Пољске, Енглеске, Ирске, Напуљске краљевине, краљевине Сицилије и Јерусалима. |
|  | 15. век познат је грб из 14. века са једним брдашцетом. У 15. веку се јавља грб са 3 брдашца, недуго затим исто у 15. веку је додата и круна.                             |
|  | 1440. Грб краља Уласла I (Владислава III) Јагеловића (1440–1444). |
|  | 1464. Грб Матије Хуњадија, такође и његов печат (1464). |

- Од 15. века су почели грбови владара да се такође сматрају и државним грбовима. Света круна је додата као део грба почетком 16. века.

|                | 1849 Хабзбурговци су унели промене у изглед грба и тако се формирао такозвани Кошутов грб. |
|                | 1849. Велики грб, пређашња круна је замењена ловоровим венцем. |
|                | 1867. Мали грб, резултат договора после револуције из 1848. године. |
| (1890) ˙(1915) | Око главног грба су били грбови придружених држава а на врху је била круна: \| \| \| \| Далмација \| Хрватска \| \| \| \| \| Славонија \| Ердељ \| \| \| \| \| Босна од 1915 \| Ријека од 1890 \| |
|                | Грб Аустроугарске представља орла који под једним крилом држи Мађарску а под другим Аустрију а около су грбови осталих држава и краљевина. |
|                | 1916. Друга варијанта грба аустроугарске монархије. |
|                | 1918 За време прве комунистичке владе. |
|                | 1919. Приликом поновног проглашења мађарске краљевине за грб је узет грб из 1867. године са анђелима око грба а од 1938. године поново је преузет грб из 1915. године. |
|                | 1946 Поново је враћен такозвани Кошутов грб. |
|                | 1949 Ракошијев грб је по угледу на грб Совјетског Савеза направио нови грб Овај грб је познат као Ракошијев и имао је тадашњу мађарску заставу. |
|                | 1956. Кратко време је за време револуције поново Кошутов грб постао актуелан. |
|                | 1957 Уведен је у протокол такозвани Кадаров грб. Разлика између Кадаревог и Ракошијевог грба је у штиту који је убачен у средину уместо житног класа и чекића. Такође је око жита обмотана мађарска застава и црвена интернационална застава пролетаријата, на врху са црвеном звездом петокраком, симболом комунизма. |
|                | 1990. Законом од 3. јула 1990. усвојен је предлог изгледа новог грба који у себи има симболику хиљадугодишње мађарске државе и нове демократије. |
|                | |
| Далмација      | Хрватска |
|                | |
| Славонија      | Ердељ |
|                | |
| Босна од 1915  | Ријека од 1890 |